# A Vénusz 2117-es átvonulása
A Vénusz 2117-es átvonulása 2117. december 11-én bekövetkező bolygóátvonulás, melynek során a Vénusz a Föld és a Nap közé kerül. Ez lesz a 2012-es átvonulás utáni legközelebbi ilyen esemény, és egyben a 2117-2125-ös decemberi átvonuláspár első tagja. Az átvonulás több mint öt és fél óráig fog tartani. A Vénusz legmélyebb behatolása a napkorongba kb. 4,17 szögperc a peremtől.

## Megfigyelési lehetőségek
| Kontaktusok (TT) | Kontaktusok (TT) |
| ---------------- | ---------------- |
| 1. kontaktus     | 00:02:22         |
| 2. kontaktus     | 00:25:18         |
| Maximum          | 02:52:08         |
| 3. kontaktus     | 05:18:58         |
| 4. kontaktus     | 05:41:55         |

Az átvonulás teljesen megfigyelhető lesz az Orosz Távol-Keleten (a Tengermelléken és a Habarovszki határterületen), Kelet-Kínában, Japánban, Indonéziában, Ausztráliában, Új-Zélandon és az Antarktisz egész területén.